# نافازولين
نافازولين (Naphazoline) -بشكل هيدروكلوريد- هو الاسم الشائع ل 2-(1-نَفثيل ميثيل)-2- إيميدازول هيدروكلوريد. بدأ استعماله عام 1942, و يوجد في الكثير من المستحضرات التي يمكن استعمالها بدون وصفة طبية كمركب وحيد أو بالمشاركة مع مركبات أخرى مثل قطرات العين Naphcon و Clear Eyes. يُعدّ من العوامل المحاكية للودي مع نشاط واضح على مستقبلات ألفا الأدرينرجية. تستعمل قطرات الأنف من أجل التخفيف المؤقت لانسداد الأنف الناتج عن النزلة أو إلتهاب الجيوب الأنفية (Sinusitis) أو إلتهاب الأنف الأرجي (Allergic Rhinitis). يعد مقبض وعائي مع تأثير سريع في إنقاص التورُّم عندما يُطبّق على الأغشية المخاطية. يؤثّر أيضاً على الشُّرَينات الملتحميّة مُسبّباً تقبُّضها، وبالتالي تخفيف الاحتقان. صيغته الكيميائية C14H14N2.HCl و وزنه الجزيئي 246.73 غرام\مول.
من النادر ظهور آثار جانبية نتيجة لاستخدام الدواء لفترات قصيرة وبالجرعة الموصى بها. ربما يؤدي الاستعمال الزائد أو المستمر للدواء إلى اهتياج موضعي واحتقان ارتدادي بعد إيقافه. في حالات نادرة، تؤدي قطرات العين إلى توسع بؤبؤ العين، وبالتالي ضبابية في الرؤيا وحساسية مفرطة للضوء، لا سيما عند الأشخاص ذوي لون العيون الباهت، والذين يضعون عدسات لاصقة. قد يؤدي الدواء إلى نوبات زرق (Glaucoma) عند المؤهبين لذلك.

## الشكل الصيدلاني
قطرات للعين، وقطرات و رذاذ للأنف.

## الجرعة
- قطرات للأنف: كل 3-8 ساعات، رذاذ للأنف: كل 4-6 ساعات.
- قطرات للعينين: حتى 4 مرات يومياً. قطرات للأذنين: كل 4-6 ساعات.

البالغون: قطرات الأنف: 2-4 قطرات داخل كل منخر في كل جرعة. قطرات العين: 1-2 قطرة داخل كل عين في كل جرعة. قطرات الأذن: 1-2 قطرة في كل جرعة.
الأولاد فوق عمر 6 سنوات: قطرات الأنف: 2-4 قطرات داخل كل منخر في كل جرعة.

## بداية الفعالية
خلال 10 دقائق

## مدة الفعالية
4-8 ساعات.

## التأثيرات الجانبية
- حرقة.
- حكة.
- صداع.
- طفح جلدي.
- اضطرابات عصبية.
- عدم وضوح الرؤيا.
- حساية الضوء.

## التحذيرات وموانع الإستعمال
بعض التحذيرات وموانع الاستعمال التي تنطبق على كل المستحضرات المحتوية على نافازولين المعدة للإستعمال الطبي:
- فرط الحساسية للنافازولين.
- يمكن أن يعاني المرضى الذين يتناولون مثبطات الأوكسيداز أحادي الأمين (MAO) من أزمة ارتفاع ضغط حرجة عند إعطائهم أحد الأدوية المحاكية للودي مثل هيدروكلوريد نافازولين.
- أثناء الحمل: يوصى بعدم تناوله في فترة الحمل، وذلك خوفاً من الإصابة النادرة بارتفاع ضغط الدم، والذي بإمكانه أن يؤثر سلبياً على نمو الطفل يصنَّف ضمن الفئة (C).
- الرضاعة: ينتقل الدواء إلى حليب الأم، إلا أنه عند تناول الجرعات العادية فمن غير المفروض أن تكون هناك تأثيرات سلبية على الأطفال.
- لا ينصح باستخدامه تحت عمر 6 سنوات إلا بتوصية من الطبيب لأن إستخدامه عند الأطفال والرضع قد يؤدي إلى تثبيط الجهاز العصبي المركزي, مُسبِّباً غيبوبة وانخفاض واضح في درجة حرارة الجسم.
- يستخدم بحذر عند المرضى المصابين بمرض قلبي وعائي حاد مثل اضطراب نظم القلب و مرضى السكري, خاصةً أولئك المؤهبين لحدوث حماض كيتوني سكري.
- يتداخل دوائياً مع المبنجات التي تُحسِّس العضلة القلبية لمحاكيات الودي (مثل, سيكلوبروبان أو هالوثان) لذا يجب إبلاغ الطبيب الجراح أو الطبيب المخدر عن استخدام هذا الدواء.
- يزداد احتمال حدوث الآثار الجانبية عند كبار السن، لذا يفضل تقليل الجرعة المعطاة.
- يجب أن نحذر المريض الذي يستخدم نافازولين بعد استخدام سابق للفينيل إفرين من ممارسة التمارين الرياضية.
- ربما يُسبّب الاستعمال المطوّل إلتهاب أنف محرض بالأدوية, حالة من الإحتقان الأنفي الإرتدادي.
- تمت الإشارة إلى ارتباط محتمل بين استعمال النافازولين وو السكتة.[2]

## الكيمياء
يتم تصنيع النافازولين, 2-(1-نَفثيل ميثيل)-2-إيميدازولين، من (1-نَفثيل) أسيتونتريل، الذي يتحوّل بعد التفاعل مع الإيثانول إلى إيمينوإستر، ويخضع لتغاير حلقي إضافي إلى مشتق الإيميدازولين المرغوب بعد التفاعل مع الإيثيلين ثنائي الأمين.
- A. Sonn, U.S. Patent 2٬161٬938 (1939).

## التخزين والحفظ
يجب حفظه في علبة محكمة الإغلاق بمكان بارد وجاف، بعيداً عن متناول أيدي الأطفال.

## نسيان الجرعة
يمكن تناوله فور التذكر، في حال وجود حاجة لتناول الدواء. يمنع استعماله لأكثر من مرة خلال 3 ساعات.